# Campeonato Mundial de Badminton de 1993
O 8º Campeonato Mundial de Badminton foi realizado em Birmingham, Inglaterra, em 1993.

## Local
- National Indoor Arena

## Medalhistas
| Evento            | Ouro                            | Prata                                  | Bronze                                |
| ----------------- | ------------------------------- | -------------------------------------- | ------------------------------------- |
| Simples Masculino | Joko Suprianto                  | Hermawan Susanto                       | Thomas Stuer-Lauridsen                |
| Simples Masculino | Joko Suprianto                  | Hermawan Susanto                       | Ardy Wiranata                         |
| Simples Feminino  | Susi Susanti                    | Bang Soo-hyun                          | Ye Zhaoying                           |
| Simples Feminino  | Susi Susanti                    | Bang Soo-hyun                          | Tang Jiuhong                          |
| Duplas Masculinas | Ricky Subagja e Rudy Gunawan    | Cheah Soon Kit e Soo Beng Kiang        | Peter Axelsson e Pär-Gunnar Jönsson   |
| Duplas Masculinas | Ricky Subagja e Rudy Gunawan    | Cheah Soon Kit e Soo Beng Kiang        | Chen Kang e Chen Hongyong             |
| Duplas Femininas  | Nong Qunhua e Zhou Lei          | Chen Ying e Wu Yuhong                  | Chung Soo-young e Gil Young-ah        |
| Duplas Femininas  | Nong Qunhua e Zhou Lei          | Chen Ying e Wu Yuhong                  | Lotte Olsen e Lisbeth Stuer-Lauridsen |
| Duplas Mistas     | Thomas Lund e Catrine Bengtsson | Jon Holst-Christensen e Grete Mogensen | Nick Ponting e Gillian Clark          |
| Duplas Mistas     | Thomas Lund e Catrine Bengtsson | Jon Holst-Christensen e Grete Mogensen | Aryono Miranat e Eliza Nathanael      |

### Simples Masculino
|  | Quartas de final       | Quartas de final       | Quartas de final | Quartas de final | Quartas de final |  |  | Semifinais | Semifinais | Semifinais | Semifinais | Semifinais |  |  | Final          | Final | Final | Final | Final |
|  |                        |                        |                  |                  |                  |  |  |            |            |            |            |            |  |  |                |       |       |       |       |
|  | Joko Suprianto         |                        |                  |                  |                  |  |  |            |            |            |            |            |  |  |                |       |       |       |       |
|  | Wu Wenkai              |                        |                  |                  |                  |  |  |            |            |            |            |            |  |  |                |       |       |       |       |
|  |                        | Joko Suprianto         |                  |                  |                  |  |  |            |            |            |            |            |  |  |                |       |       |       |       |
|  |                        |                        |                  |                  |                  |  |  |            |            |            |            |            |  |  |                |       |       |       |       |
|  |                        | Ardy Wiranata          |                  |                  |                  |  |  |            |            |            |            |            |  |  |                |       |       |       |       |
|  | Ardy Wiranata          |                        |                  |                  |                  |  |  |            |            |            |            |            |  |  |                |       |       |       |       |
|  |                        |                        |                  |                  |                  |  |  |            |            |            |            |            |  |  |                |       |       |       |       |
|  | Fung Permadi           |                        |                  |                  |                  |  |  |            |            |            |            |            |  |  |                |       |       |       |       |
|  |                        |                        |                  |                  |                  |  |  |            |            |            |            |            |  |  | Joko Suprianto |       |       |       |       |
|  |                        |                        | Hermawan Susanto |                  |                  |  |  |            |            |            |            |            |  |  |                |       |       |       |       |
|  | Alan Budi Kusuma       |                        |                  |                  |                  |  |  |            |            |            |            |            |  |  |                |       |       |       |       |
|  | Thomas Stuer-Lauridsen |                        |                  |                  |                  |  |  |            |            |            |            |            |  |  |                |       |       |       |       |
|  |                        | Thomas Stuer-Lauridsen |                  |                  |                  |  |  |            |            |            |            |            |  |  |                |       |       |       |       |
|  |                        |                        |                  |                  |                  |  |  |            |            |            |            |            |  |  |                |       |       |       |       |
|  |                        | Hermawan Susanto       |                  |                  |                  |  |  |            |            |            |            |            |  |  |                |       |       |       |       |
|  | Jens Olsson            |                        |                  |                  |                  |  |  |            |            |            |            |            |  |  |                |       |       |       |       |
|  |                        |                        |                  |                  |                  |  |  |            |            |            |            |            |  |  |                |       |       |       |       |
|  | Hermawan Susanto       |                        |                  |                  |                  |  |  |            |            |            |            |            |  |  |                |       |       |       |       |

## Quadro de Medalhas
| Pos | País          | Ouro | Prata | Bronze | Total |
| --- | ------------- | ---- | ----- | ------ | ----- |
| 1   | Indonésia     | 3    | 1     | 2      | 6     |
| 2   | China         | 1    | 1     | 3      | 5     |
| 3   | Dinamarca     | 1    | 1     | 2      | 4     |
| 4   | Suécia        | 1    | 0     | 1      | 2     |
| 5   | Coreia do Sul | 0    | 1     | 1      | 2     |
| 6   | Malásia       | 0    | 1     | 0      | 1     |
| 7   | Inglaterra    | 0    | 0     | 1      | 1     |

## Ligações Externas
- BWF Results